# Circuit Bancaixa 09/10

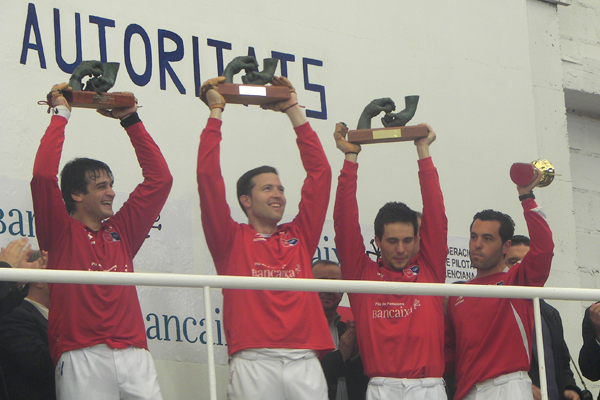
Campions: Genovés II, Salva, Nacho i Pedrito

La XIX Lliga Professional d'Escala i Corda del Circuit Bancaixa és el torneig cimera de la pilota valenciana en la modalitat d'Escala i corda celebrada entre els anys 2009 i 2010 i organitzada per ValNet.
La competició consisteix en 4 fases: En la primera s'enfronten els 10 equips, tots contra tots, quedant-ne eliminats els quatre pitjors. En la segona es repeteix la lligueta, i en queden fora altres dos. Els quatre equips restants són emparellats i juguen unes semifinals al millor de tres partides. I la final es disputa també al millor de tres partides.

## Regles específiques

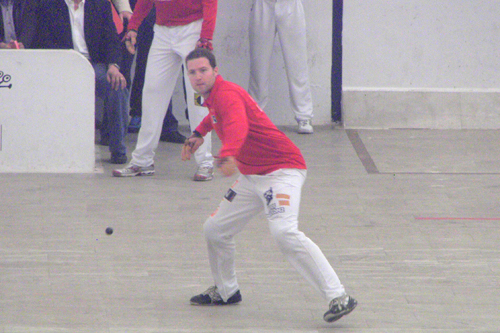
Salva

La 19a Lliga del Circuit Bancaixa compta amb les següents regles particulars, ja emprades en la temporada anterior:
- Puntuació: L'equip guanyador suma 3 punts en la 1a i 2a fase, excepte si el rival arriba a 50 l marcador, llavors el guanyador rep 2 punts, i el perdedor 1 punt.
- Semifinals i final: Les semifinals i la final es juguen al millor de tres partides.
- Pilotes parades: La pilota que vaja a l'escala del rest, sense haver botat a terra, és parada.
- Tamborí: La pilota que bote al tamborí i puge a la galeria és quinze de l'equip que l'hi ha llançada.
- Reserves: El jugador reserva que jugue més del 50% de les partides d'una fase, en jugarà la resta. Així mateix, el jugador reserva que jugue meś del 50% de les partides amb un equip en serà membre titular.

## Equips

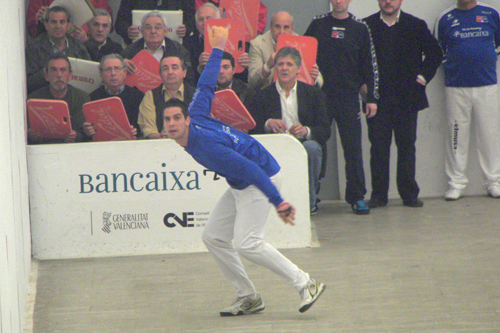
Javi

| - Ajuntament d'Alcàsser - Pedro, Javi i Oñate - Ajuntament de Benidorm - Genovés II, Salva i Nacho - Ajuntament de Calp - Víctor, Sarasol II i Raül II - Ajuntament de L'Eliana - Álvaro, Canari i Héctor - Ajuntament de Massamagrell - Soro III, Solaz i Héctor II |  | - Ajuntament de Pedreguer - Colau, Tato i Tino - Ajuntament de Sagunt - León, Dani i Colau II - Ajuntament de Sueca - Adrián I, Jesús i Herrera - Ajuntament de València - Miguel, Grau i Pedrito - Ajuntament de Vila-real - Núñez, Fèlix i Santi |

### Galeria d'honor

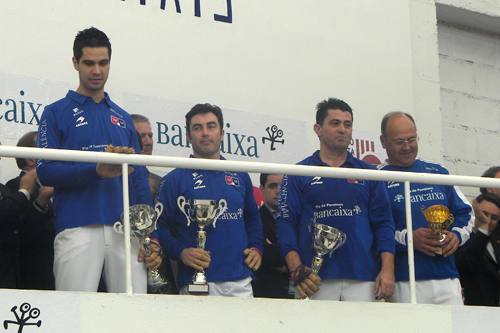
Subcampions: Pedro, Javi, Oñate i Aragó

### Jugadors reserva
- Escaleters: Cervera, Fageca, Fran i Primi

- Mitgers: Pere i Melchor

- Punters: Espinola i Tomàs II

#### Notes a la 1a Fase

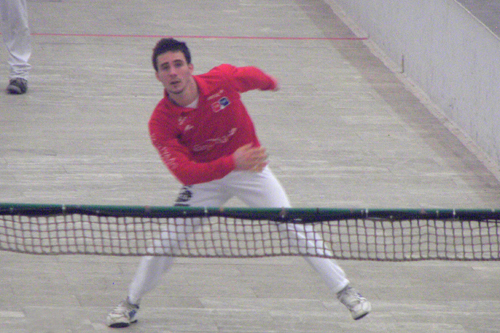
Nacho

#### Notes a la 2a Fase

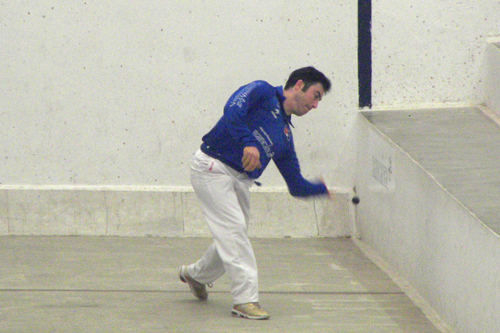
Pedro

### Feridors
- Aragó, Miguelín i Oltra

## Resultats

### 1a Fase
| Data     | Trinquet                    | Equip                        | Equip                         | Resultat |
| -------- | --------------------------- | ---------------------------- | ----------------------------- | -------- |
| 13/11/09 | Trinquet del Genovés        | Colau, Tato i Tino           | Adrián I, Jesús i Herrera     | 60-35    |
| 14/11/09 | Pelayo (València)           | Miguel, Grau i Pedrito       | Núñez, Fèlix i Santi          | 50-60    |
| 15/11/09 | Trinquet de Benissa         | León, Dani i Colau II        | Víctor, Sarasol II i Raül II  | 50-60    |
| 16/11/09 | Trinquet de la Pobla        | Pedro, Javi i Oñate          | Cervera, Canari i Héctor      | 60-35    |
| 17/11/09 | Tio Pena (Massamagrell)     | Genovés II, Salva i Tomàs II | Soro III, Solaz i Héctor II   | 60-50    |
| 18/11/09 | Guadassuar                  | Colau, Tato i Tino           | Miguel, Grau i Pedrito        | 45-60    |
| 19/11/09 | UPV                         | Adrián I, Jesús i Herrera    | Núñez, Fèlix i Santi          | 35-60    |
| 20/11/09 | Trinquet del Genovés        | León, Dani i Colau II        | Pedro, Javi i Oñate           | 60-30    |
| 21/11/09 | Pedreguer                   | Víctor, Sarasol II i Raül II | Genovés II, Salva i Nacho     | 60-30    |
| 22/11/09 | L'Eliana                    | Cervera, Canari i Héctor     | Soro III, Solaz i Héctor II   | 45-60    |
| 24/11/09 | Benidorm                    | Colau, Tato i Tino           | Núñez, Fèlix i Santi          | 50-60    |
| 25/11/09 | Salvador Sagols (Vila-real) | Miguel, Grau i Pedrito       | Cervera, Canari i Héctor      | 60-55    |
| 27/11/09 | Sueca                       | Adrián I, Jesús i Herrera    | Víctor, Sarasol II i Raül II  | 20-60    |
| 28/11/09 | Pelayo (València)           | León, Dani i Colau II        | Genovés II, Salva i Nacho     | 35-60    |
| 29/11/09 | Pla de l'Arc (Llíria)       | Pedro, Javi i Oñate          | Soro III, Solaz i Héctor II   | 55-60    |
| 30/11/09 | Trinquet de la Pobla        | Colau, Tato i Tino           | Cervera, Sarasol II i Raül II | 60-50    |
| 02/12/09 | Guadassuar                  | Adrián I, Jesús i Herrera    | León, Dani i Colau II         | 20-60    |
| 03/12/09 | UPV                         | Cervera, Grau i Pedrito      | Soro III, Solaz i Héctor II   | 35-60    |
| 04/12/09 | Trinquet del Genovés        | Núñez, Fèlix i Santi         | Víctor, Sarasol II i Raül II  | 60-55    |
| 05/12/09 | Pedreguer                   | Álvaro, Canari i Héctor      | Genovés II, Salva i Nacho     | 25-60    |
| 06/12/09 | Sagunt                      | Colau, Tato i Tino           | León, Dani i Colau II         | 40-60    |
| 08/12/09 | Alcàsser                    | Adrián I, Jesús i Herrera    | Soro III, Solaz i Héctor II   | 55-60    |
| 11/12/09 | Salvador Sagols (Vila-real) | Núñez, Fèlix i Santi         | Álvaro, Canari i Héctor       | 50-60    |
| 11/12/09 | Trinquet de Bellreguard     | Primi, Grau i Pedrito        | Genovés II, Salva i Nacho     | 35-60    |
| 12/12/09 | Pedreguer                   | Víctor, Sarasol II i Raül II | Pedro, Javi i Oñate           | 60-40    |
| 12/12/09 | Pelayo (València)           | León, Dani i Colau II        | Soro III, Solaz i Héctor II   | 50-60    |
| 20/12/09 | Sagunt                      | Colau, Tato i Tino           | Pedro, Javi i Oñate           | 25-60    |
| 23/12/09 | Guadassuar                  | Víctor, Sarasol II i Raül II | Álvaro, Canari i Héctor       | 60-45    |
| 26/12/09 | Pedreguer                   | Adrián I, Jesús i Herrera    | Miguel, Grau i Pedrito        | 40-60    |
| 27/12/09 | Murla                       | Núñez, Fèlix i Santi         | Genovés II, Salva i Nacho     | 55-60    |
| 02/01/10 | Pelayo (València)           | Víctor, Sarasol II i Raül II | Soro III, Solaz i Héctor II   | 35-60    |
| 02/01/10 | Pedreguer                   | Núñez, Fèlix i Santi         | Pedro, Javi i Oñate           | 50-60    |
| 03/01/10 | Pla de l'Arc (Llíria)       | Miguel, Grau i Pedrito       | León, Dani i Colau II         | 55-60    |
| 03/01/10 | Trinquet de Benissa         | Colau, Tato i Tomàs II       | Álvaro, Canari i Héctor       | 55-60    |
| 06/01/10 | Guadassuar                  | Adrián I, Jesús i Herrera    | Genovés II, Salva i Nacho     | 55-60    |
| 08/01/10 | Trinquet del Genovés        | León, Dani i Colau II        | Álvaro, Canari i Héctor       | 30-60    |
| 09/01/10 | Pelayo (València)           | Núñez, Fèlix i Santi         | Soro III, Solaz i Héctor II   | 55-60    |
| 10/01/10 | Alcàsser                    | Pedro, Javi i Oñate          | Adrián I, Jesús i Herrera     | 60-45    |
| 10/01/10 | Murla                       | Miguel, Grau i Pedrito       | Víctor, Sarasol II i Raül II  | 40-60    |
| 13/01/10 | Guadassuar                  | Genovés II, Salva i Nacho    | Colau, Tato i Tomàs II        | 60-35    |
| 13/01/10 | Guadassuar                  | Miguel, Grau i Pedrito       | Pedro, Javi i Oñate           | 55-60    |
| 15/01/10 | Trinquet de Bellreguard     | Núñez, Fèlix i Santi         | León, Dani i Colau II         | 60-50    |
| 16/01/10 | Trinquet de Benissa         | Colau, Tato i Tomàs II       | Soro III, Solaz i Héctor II   | 25-60    |
| 17/01/10 | L'Eliana                    | Adrián I, Jesús i Herrera    | Álvaro, Canari i Héctor       | Suspesa  |
| 17/01/10 | Trinquet de Benissa         | Pedro, Javi i Oñate          | Genovés II, Salva i Nacho     | 60-25    |